# Alicja Grześkowiak
Alicja Grześkowiak (de soltera Bautro; Świrz, Leópolis, 10 de junio de 1941) es una abogada, profesora y política polaca. Entre 1997 y 2001 se desempeñó como Mariscal del Senado de Polonia.

## Biografía
Grześkowiak se graduó en Derecho en la Universidad Nicolás Copérnico de Toruń en 1971 y posteriormente realizó prácticas en la Universidad de Roma. En 1990, se incorporó como profesora a la Universidad Católica Juan Pablo II de Lublin. Al año siguiente, regresó a la Universidad Nicolás Copérnico como profesora y permaneció en la Universidad Católica, impartiendo clases en el departamento de Derecho hasta 2010.
Se unió a Solidaridad en 1980 y se centró en representar a estudiantes y trabajadores reprimidos bajo el régimen comunista; recibió la Cruz de la Libertad y la Solidaridad en 2017 por su labor. Fue elegida para el Senado de Polonia como miembro del Comité Ciudadano de Solidaridad en 1989. Fue delegada de Polonia ante el Consejo de Europa y vicepresidenta del Grupo Demócrata Cristiano en dicho consejo. Fue reelegida para el Senado en 1991 y 1993. Durante sus tres primeros mandatos, formó parte del Comité Constitucional y del Comité de Derechos Humanos y Estado de Derecho, y fue vicepresidenta del Senado en su segundo mandato.

En 1997 fue reelegida para un cuarto mandato en el Senado y nombrada Mariscal del mismo. Tras finalizar su mandato en 2001, decidió no presentarse de nuevo a un cargo, centrándose en sus funciones académicas y de asesoramiento. También fue asesora de la Pontificia Academia para la Vida y del Pontificio Consejo para la Familia.

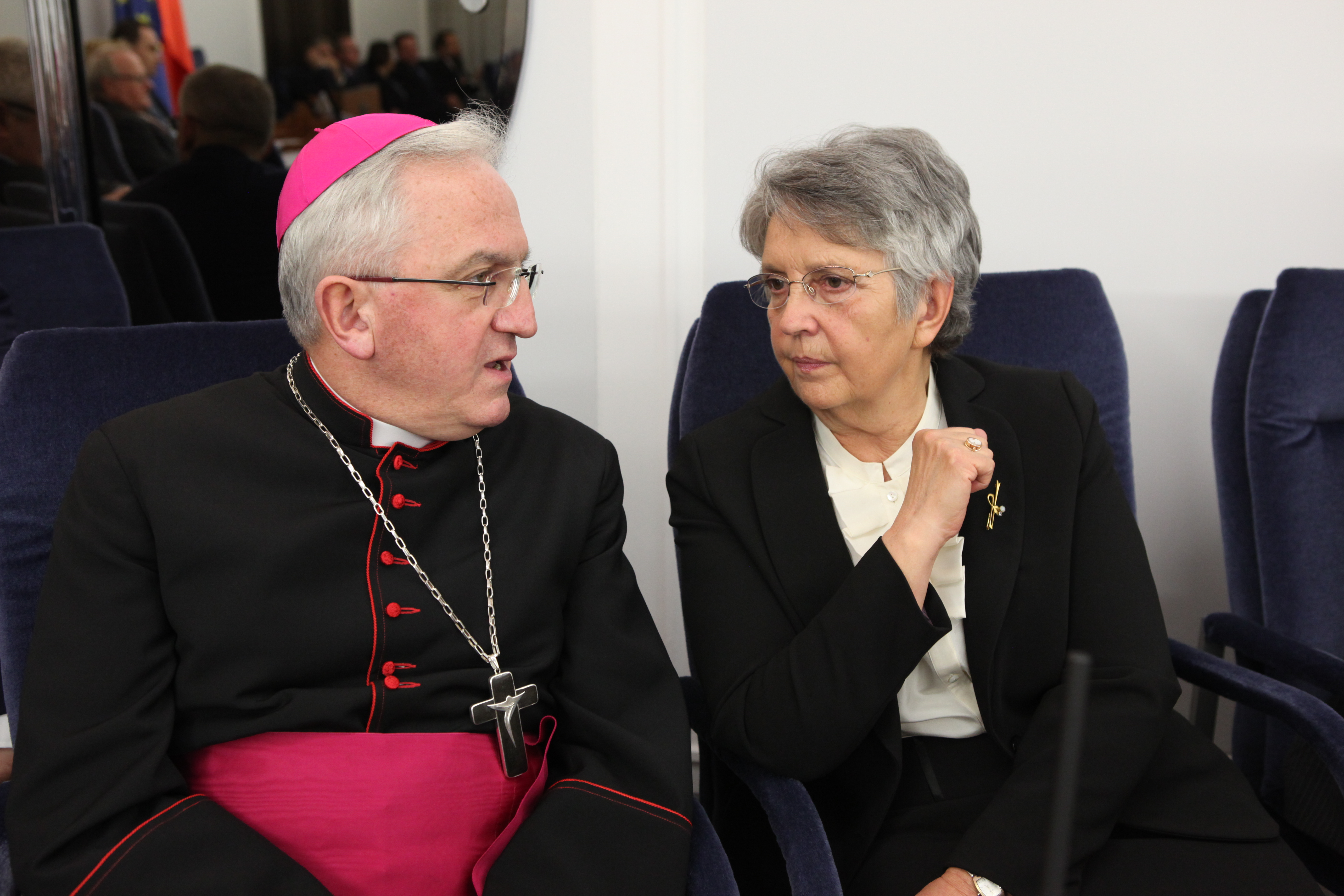
Grześkowiak junto al Nuncio Apostólico en Polonia, Celestino Migliore (2015)

## Órdenes y condecoraciones
- 1991 - Medalla Pro Ecclesia et Pontifice
- 1995 - Medalla Conmemorativa del 13 de enero (Lituania)
- 1996 - Dama de la Orden del Santo Sepulcro de Jerusalén
- 1999 - Gran Cruz de la Orden de la Corona (Bélgica)
- 2001 - Gran Cruz de la Orden del Mérito Civil (España)
- 2004 - Cruz de Oficial de la Orden Polonia Restituta[5]
- 2016 - Cruz de la Libertad y la Solidaridad[6]
- 2018 - Medalla del Centenario de la Recuperación de la Independencia[7]
- 2022 - Insignia de Honor al Mérito en la Legislación[8]